# Professor Layton
Professor Layton is een franchise van puzzelavonturen computerspellen ontwikkeld door Level-5. De hoofdserie bestaat uit zes spellen (verdeeld over twee trilogieën) voor de Nintendo DS en Nintendo 3DS. Er zijn een aantal spin-offs verschenen, waaronder het zevende computerspel, een cross-over computerspel met Capcoms Ace Attorney, een film, een anime televisieserie en een mobiel spel.
De originele trilogie volgt Professor Hershel Layton en zijn volgeling Luke Triton tijdens hun avonturen, hoe zij elkaar ontmoetten wordt duidelijk in de prequel trilogie. De prequel trilogie en film vormen samen een groots avontuur, in tegenstelling tot de avonturen in de originele trilogie.

## Spelervaring
Als Professor Layton, Luke of een van de andere personages verkent de speler zijn omgeving vol met niet-speelbare personages, (verborgen) puzzels, hintmunten en verborgen geheimen. Tik op een personage om een gesprek af te gaan, tik op een deur om binnen te gaan en tik op alles dat verdacht uit ziet om bijvoorbeeld hintmuntjes te vinden.

### Puzzels
Om verder te komen in het spel moet de speler genoeg puzzels op lossen. Deze worden aangeboden door de personages die de speler tijdens het avontuur tegenkomt, maar kunnen ook dienen als slot voor een deur, bijvoorbeeld. Er zijn veel verschillende soorten puzzels, waaronder: schuifpuzzels, rekenproblemen, raadsels, doolhoven, hersenkrakers en logische puzzels. Varianten van puzzels waarbij aan de hand van een aantal beweringen iets op de goede volgorde gezet moet worden of de leugenaar moet worden aangewezen, komen ook vaak voor. Het aantal puzzels varieert per spel:
| Spelnaam (kort)       | Verhaal | Extra's | Download | Totaal |
| --------------------- | ------- | ------- | -------- | ------ |
| Curious Village       | 120     | 15      | 27       | 162    |
| Doos van Pandora      | 138     | 15      | 33       | 186    |
| Verloren Toekomst     | 153     | 15      | 34       | 202    |
| Melodie van het Spook | 155     | 15      | 34       | 204    |
| Masker der Wonderen   | 135     | 15      | 365      | 515    |
| Erfenis van de Azran  | 150     | 15      | 405      | 570    |
| Miljonairscomplot     | 170     | 15      | 383      | 568    |

#### Hints en notities
Sinds Doos van Pandora kan de speler tijdens het puzzelen de 'memo'-functionaliteit gebruiken om aantekeningen te maken in een half-doorzichtig scherm dat over de puzzel valt. Deze functionaliteit wordt in latere spellen uitgebreid met een gum, emmer, verschillende formaten stiften en de mogelijkheid om verschillende kleuren te gebruiken. Als je vast zit kun je een hint kopen. Er zijn drie reguliere hints en (vanaf Verloren Toekomst) een superhint per puzzel te koop. Een superhint kost twee (in plaats van één) hintmunten en geeft meestal de oplossing van de puzzel bijna volledig weg.

#### Picarats
Alle puzzels in het verhaal en in Laytons uitdagingen/Kats hersenbrekers zijn een bepaald aantal picarats (zoals punten in de Professor Layton-spellen heten) waard. Wekelijkse en dagelijkse puzzels leveren geen picarats op. Puzzels met een gemiddelde moeilijkheidsgraad zijn grofweg 30 tot 40 picarats waard, een extreem moeilijke puzzel kan wel tot 99 picarats opleveren. Bij de eerste twee foute antwoorden die de speler geeft gaat er per keer tien procent van het aantal te verdienen picarats af. Bij puzzels met slechts twee of drie antwoordmogelijkheden gaat een fout antwoord ten kosten van veel meer picarats en kan de puzzel tot wel tachtig procent minder picarats waard worden.

### Minigames
Elke Professor Layton-game bevat drie puzzelachtige minigames, die te vinden zijn in 'Laytons koffer' (het menu). Deze minigames zijn (grotendeels) optioneel, in sommige spellen ben je verplicht om het eerste level te spelen voordat je verder kunt. Nieuwe uitdagingen en onderdelen voor de minigames worden vrijgespeeld door de reguliere puzzels op te lossen.

### Laytons uitdagingen/Kats hersenbrekers
Na het uitspelen van het verhaal en het voltooien van de minigames zijn er vijftien extra's puzzels beschikbaar onder de noemer Laytons uitdagingen/Kats hersenbrekers. Dit zijn doorgaans zeer uitdagende puzzels die meer picarats waard zijn dan de (meeste) puzzels in het verhaal. De vijftien puzzels zijn verdeeld over vijf huisjes/kamers die als volgt zijn vrij te spelen:
- Huisje 1 t/m 3: voltooi alle uitdagingen in respectievelijk minigames 1 t/m 3;
- Huisje 4: voltooi alle puzzels uit het verhaal (hoofdserie), of voltooi het verhaal (Miljonairscomplot);
- Huisje 5: voltooi alle puzzels uit het verhaal en de puzzels uit huisje 1 t/m 4;

### Wekelijkse/dagelijkse puzzels
In de Nintendo DS-spellen kon de speler wekelijks één extra puzzel downloaden onder de noemer Wekelijkse puzzels, in de Nintendo 3DS-/Nintendo Switch-spellen kon de speler wekelijks zeven extra puzzels downloaden onder de noemer Dagelijkse puzzels. 

### Streng geheim!
Er zijn een aantal extra's vrij te spelen onder de noemer 'Streng geheim!'. Door voldoende picarats te verzamelen kan de speler de volgende dingen bekijken: profielen, tekeningen, muziekjes, stemmen en filmpjes. De laatste optie in het 'Streng geheim!'-menu is de 'Geheime deur'. Om daar toegang toe krijgen is niet een bepaald aantal picarats vereist, maar moet de speler ook in het bezit zijn van het vorige en/of volgende spel om de code uit het vorige en/of volgende spel in het huidige spel in te voeren. Deze code is uniek per Nintendo (3)DS, beide spellen moet opgestart zijn geweest.

### Overigen

#### Oma Riddleton
Sommige puzzels verdwijnen van hun originele plek naarmate de speler vorder in het verhaal. Die puzzels komen in het huisje van Oma Riddleton terecht, dat op een of meerdere locaties in het spel te vinden is. Puzzels die niet verdwijnen van hun originele plek belanden niet bij de puzzelbewaarster. Ze komt voor in zowel de originele trilogie als in de prequel trilogie, de film en Miljonairscomplot.  In Miljonairscomplot verdwijnen puzzels nooit van hun originele plek en is er geen huisje van Oma Riddleton. Tijdens haar vakantie (Melodie van het Spook) en wereldreis (Erfenis van de Azran) neemt haar kat Keats haar taken waar, na haar pensioen (Verloren Toekomst) nemen haar bijdehante bij Buzzel en kleindochter Puzzelientje het stokje over. In Masker der Wonderen draagt ze een masker en stelt ze zichzelf voor als Elizabeth. 

## Franchise

### Computerspellen
Professor Layton is van origine een puzzelavonturen computerspellenreeks voor de Nintendo DS, Nintendo 3DS en Nintendo Switch. De computerspellen in de hoofdserie delen (grotendeels) dezelfde spelervaring, met slechts kleine verschillen tussen de verschillende delen. 
| Reeks        | Titel                                                        | Titel                                                                         | Platform | Releasedatum |
| Reeks        | Nederland                                                    | Internationaal                                                                | Platform | Releasedatum |
| ------------ | ------------------------------------------------------------ | ----------------------------------------------------------------------------- | -------- | ------------ |
| Origineel    | Professor Layton and the Curious Village                     | Professor Layton and the Curious Village                                      | DS       | 07-11-2008   |
| Origineel    | Professor Layton en de Doos van Pandora                      | Professor Layton and Pandora's Box Professor Layton and the Diabolical Box    | DS       | 25-09-2009   |
| Origineel    | Professor Layton en de Verloren Toekomst                     | Professor Layton and the Lost Future Professor Layton and the Unwound Future  | DS       | 22-10-2010   |
| Prequel      | Professor Layton en de Melodie van het Spook                 | Professor Layton and the Spectre's Call Professor Layton and the Last Specter | DS       | 25-11-2011   |
| Prequel      | Professor Layton en het Masker der Wonderen                  | Professor Layton and the Miracle Mask                                         | 3DS      | 26-10-2012   |
| Prequel      | Professor Layton en de Erfenis van de Azran                  | Professor Layton and the Azran Legacy                                         | 3DS      | 08-12-2013   |
| Nieuwe reeks | Layton's Mystery Journey: Katrielle en het miljonairscomplot | Layton's Mystery Journey: Katrielle and the Millionaires' Conspiracy          | 3DS      | 06-10-2017   |
| Nieuwe reeks | Layton's Mystery Journey: Katrielle en het miljonairscomplot | Layton's Mystery Journey: Katrielle and the Millionaires' Conspiracy          | Switch   | 08-11-2019   |
| Nieuwe reeks | Professor Layton and the New World of Steam                  | Professor Layton and the New World of Steam                                   | Switch   | n.n.b.       |

### Overige
Naast de computerspellen met de originele spelervaring verschenen er een aantal delen in de franchise met een afwijkend concept. 
| Reeks        | Type  | Titel                                                                               | Titel                                             | Platform    | Releasedatum |
| Reeks        | Type  | Nederland                                                                           | Internationaal                                    | Platform    | Releasedatum |
| ------------ | ----- | ----------------------------------------------------------------------------------- | ------------------------------------------------- | ----------- | ------------ |
| Prequel      | Film  | Professor Layton en de Eeuwige Diva                                                 | Professor Layton and the Eternal Diva             | Blu-ray/dvd | nov. 2010    |
| Nieuwe reeks | Spel  | Layton Brothers: Mystery Room                                                       | Layton Brothers: Mystery Room                     | Android/iOS | 05-09-2013   |
| -            | Spel  | Professor Layton vs. Phoenix Wright: Ace Attorney                                   | Professor Layton vs. Phoenix Wright: Ace Attorney | 3DS         | 28-03-2014   |
| Nieuwe reeks | Serie | Layton Mystery Detective Agency: Kat's Mystery-Solving File (onofficiële vertaling) | Layton Mystery Tanteisha: Katori no Nazotoki File | Televisie   | 08-04-2018   |

### Remasters
De HD-remasters zijn enkel speelbaar in het Engels, Frans, Italiaans, Duits en Spaans, ondanks dat de meeste spellen eerder wel in het Nederlands te spelen waren.
| Titel                         | Platform    | Releasedatum |
| ----------------------------- | ----------- | ------------ |
| Layton's Mystery Journey      | Android/iOS | 20-07-2017   |
| Layton: Curious Village in HD | Android/iOS | 25-09-2018   |
| Layton: Pandora's Box in HD   | Android/iOS | 20-06-2019   |
| Layton: Lost Future in HD     | Android/iOS | 13-07-2020   |

## Verhaal
Alle verhalen in de Professor Layton-franchise zijn aan elkaar verbonden door een dunne rode draad, maar ook los van elkaar te volgen. Alleen de prequel verhalen (Melodie van het Spook, Eeuwige Diva, Masker der Wonderen en Erfenis van de Azran) dragen daarnaast bij aan een groter, overkoepelend verhaal.

### Originele reeks
- Professor Layton and the Curious Village: Layton en Luke reizen op uitnodiging van de familie van wijlen Baron Augustus Reinhold af naar het afgelegen St. Mystere. In zijn testament staat dat de vinder van de Golden Apple zijn volledige fortuin erft. Er is veel meer aan de hand in St. Mystere: het volledige dorp wordt bewoond door robots. De Golden Apple blijkt uiteindelijk Flora Reinhold te zijn, de dochter van Augustus die in de toren in het dorp woont.

- Professor Layton en de Doos van Pandora: Het onderzoek naar de Elyseïsche kist (die iedereen doodt die het opent) brengt Layton en Luke met de Molentary Express naar het spookstadje Folsense, waar een kasteel bovenop een goudmijn is gebouwd. Bij de goudwinning werd een gas gevonden dat hallucinaties veroorzaakt. Nadat het kasteel in de mijn stort, stoppen de hallucinaties. Anton (die voor vampier werd aangezien) blijkt de opa van Katia (die eveneens op zoek was naar de kist). In de dubbele bodem van de kist zit een liefdesbrief van Katia's oma Sophia aan haar vroegere grote liefde Anton.

- Professor Layton en de Verloren Toekomst: De professor, Luke en Flora denken dat ze tijdreizen naar het Londen van tien jaar geleden, maar in werkelijkheid worden ze vervoerd naar een replica van Londen in een grot onder het echte Londen. Hier worden wetenschappers gevangen gehouden, zodat ze denken dat ze door de tijd zijn geworpen en ze daardoor hard werken om een tijdmachine uit te vinden om terug te kunnen. Dit doen ze voor Clive, die tien jaar geleden zijn ouders verloor in een explosie en deze wil wreken door Londen te verwoesten. Tijdens diezelfde explosie verloor Professor Layton zijn vriendin Claire.

### Prequel reeks
- Professor Layton en de Melodie van het Spook: Layton en zijn nieuwe assistente Emmy worden door Luke Triton naar Misthallery gehaald. In het stadje gaat de legende dat er in tijden van nood een legendarisch spook ten tonele veschijnt om de dorpelingen te helpen. Nu zou het spook zich echter tegen de burgers hebben gekeerd. Luke weet steeds waar de volgende aanslag plaats zal vinden. Het blijkt dat Loosha, een dinosauriër, een grote robot bevecht, dat door de dikke mist voor een spook werd aangezien. De robot wordt bestuurd door Jean Descole, die op zoek is naar een van de legendes van de Azran: de Gouden Tuin. Nadat de rust is wedergekeerd, besluit Luke om met de professor mee te gaan tijdens zijn reizen.

- Professor Layton en de Eeuwige Diva: Een oud-studente, operazangeres Janice Quatlane, van de professor vraagt hem om hulp bij een mysterie. De professor en Luke reizen af naar het wereldberoemde operahuis 'Crown Petone', maar daar, blijkt de voorstelling uit te lopen op een angstaanjagend spel: de winnaar maakt kans om onsterfelijk te worden! Componist Oswald Whistler blijkt (gemanipuleerd door Jean Descole) met een machine het geheugen van mensen te hebben verwisseld, om zo zijn overleden dochter in leven te kunnen houden. Jean Descole is eropuit om de verzonken stad Ambrosia (de tweede erfenis van de Azran) te laten herrijzen.

- Professor Layton en het Masker der Wonderen: Professor Layton, Emmy en Luke worden door een oude vriendin van de professor naar de woestijnstad Monte d'Or gehaald, omdat daar een gemaskerde heer chaos veroorzaakt met zijn zogenaamde wonderen, mogelijk gemaakt door het Masker der Wonderen. De professor moet zijn verleden onder ogen komen en het mysterie ontrafelen voor dat gemaskerde heer zijn laatste wonder kan laten plaatsvinden. Het blijkt dat Randall Ascot (Laytons doodgewaande jeugdvriend) achter het masker schuilgaat. Hij is door Jean Descole (op zoek naar de Oneindige Tunnel, de derde erfenis van de Azran) gemanipuleerd. Randall's vroegere vrienden Angela en Henry hebben de hoop dat hij ooit zou terugkeren nooit opgegeven en vergeven zijn daden.
- Professor Layton en de Erfenis van de Azran: Na het ontvangen van een mysterieuze brief waarin wordt beweerd dat er een levende mummie is ontdekt, reizen Layton en zijn team af naar een stad diep in het poolgebied. Daar bevrijden ze een jongedame uit een gevangenis van ijs, wat een groots avontuur in beweging zet. Zij reizen de wereld over op zoek naar de vijf eieren van de Azran om het grote mysterie van de verloren beschaving op te lossen. Uiteindelijk helpt Jean Descole de professor om Leon Bronev (die ook jacht maakt op de erfenis van de Azran) te verslaan en hij spreekt de hoop uit om Layton in de toekomst als vriend te kunnen ontmoeten.

### Nieuwe reeks
- Layton Brothers: Mystery Room: Lucy Baker is een onervaren onderzoeker die samenwerkt met geniale detective Alfendi Layton op een speciale afdeling van de misdaadonderzoekseenheid van Scotland Yard, of kortweg "Mystery Room".
- Layton's Mystery Journey: Katrielle en het miljonairscomplot: Katrielle Layton opent samen met haar zelfbenoemde assistent Monty Peynful haar eigen detectivebureau en neemt een aan geheugenverlies lijdende, pratende hond onder haar hoede. Het drietal onderzoekt allerlei vreemde zaken, op verzoek van verontruste Londenaren die langskomen bij het detectivebureau.
- Layton Mystery Tanteisha: Katori no Nazotoki File: Katrielle, Monty en Sherl onderzoeken allerlei vreemde zaken, op verzoek van verontruste Londenaren die langskomen bij het detectivebureau. Rosa (vriend en schoonmaakster van de professor, surrogaat oma van Katrielle) bezoekt het detectivebureau en vertelt alles wat ze weet over het laatste avontuur van Layton en Luke. De zoektocht leidt tot een hereniging met haar vader, die tien jaar geleden vermist raakte. Layton en Luke komen het detectivebureau versterken.
- Professor Layton and the New World of Steam: Professor Layton reist af naar Amerika om zijn vroegere leerling Luke te bezoeken. Luke is nu een detective en heeft een interessant mysterie dat hij samen met de professor wil oplossen, die in tegenstelling tot in zijn thuisland geen bekendheid geniet

### Cross-over

#### Professor Layton vs. Phoenix Wright: Ace Attorney
In 2014 kwam voor de 3DS de cross-over Professor Layton vs. Phoenix Wright: Ace Attorney uit. In dit spel werken archeoloog Layton en advocaat Wright samen om een belangrijke zaak op te lossen. Het spel bevat de puzzelelementen van de Layton-serie en de rechtszaak-elementen van de Phoenix Wright-serie.

## Personages
| Personage                                      | Melodie van het Spook | Eeuwige Diva | Masker der Wonder | Erfenis van de Azran | Curious Village | Doos van Pandora | Verloren Toekomst | New World of Steam | Miljonairs-complot | Kat's Mystery-Solving Files | Mystery Room |
| ---------------------------------------------- | --------------------- | ------------ | ----------------- | -------------------- | --------------- | ---------------- | ----------------- | ------------------ | ------------------ | --------------------------- | ------------ |
| Professor Hershel Layton                       |                       |              |                   |                      |                 |                  |                   |                    |                    |                             |              |
| Luke Triton                                    |                       |              |                   |                      |                 |                  |                   |                    |                    |                             |              |
| Flora Reinhold                                 |                       |              |                   |                      |                 |                  |                   |                    |                    |                             |              |
| Emmy Altava                                    |                       |              |                   |                      |                 |                  |                   |                    |                    |                             |              |
| Don Paolo                                      |                       |              |                   |                      |                 |                  |                   |                    |                    |                             |              |
| Jean Descole                                   |                       |              |                   |                      |                 |                  |                   |                    |                    |                             |              |
| Inspecteur Chelmey                             |                       |              |                   |                      |                 |                  |                   |                    |                    |                             |              |
| Inspecteur Grosky                              |                       |              |                   |                      |                 |                  |                   |                    |                    |                             |              |
| Alfendi Layton                                 |                       |              |                   |                      |                 |                  |                   |                    |                    |                             |              |
| Lucy Baker                                     |                       |              |                   |                      |                 |                  |                   |                    |                    |                             |              |
| Katrielle Layton                               |                       |              |                   |                      |                 |                  |                   |                    |                    |                             |              |
| Monty Peynful                                  |                       |              |                   |                      |                 |                  |                   |                    |                    |                             |              |
| Sherl O.C. Kholmes                             |                       |              |                   |                      |                 |                  |                   |                    |                    |                             |              |
| Commissaris Hastings                           |                       |              |                   |                      |                 |                  |                   |                    |                    |                             |              |
| Gina Opponente                                 |                       |              |                   |                      |                 |                  |                   |                    |                    |                             |              |
| groen = belangrijke rol, rood: bijrol of cameo |                       |              |                   |                      |                 |                  |                   |                    |                    |                             |              |

### Professor Hershel Layton
Professor Hershel Layton is de naamgever en originele protagonist van de franchise. Hij is een typische Engelse heer met voorliefde voor thee en hoogleraar in de archeologie aan de Gressenheller University in Londen, waar hij al gauw een goede reputatie opbouwde door voornamelijk zijn bekwaamheid in het oplossen van puzzels. Als kind nam hij de naam van zijn broer aan en werd hij geadopteerd door Roland en Lucille Layton, nadat hun ouders werden ontvoerd door een sekte-achtige organisatie (circa dertig jaar voor de gebeurtenissen uit Erfenis van de Azran). Jaren later raakte hij tijdens zijn studie bevriend met Randall Ascot, die in de diepte stortte toen ze samen de ruïnes van Akbadain onderzochten (achttien jaar voor de gebeurtenissen uit Masker der Wonderen). Zijn herkenbare zwarte hoge hoed met een rode band zet hij nooit af. Hij kreeg die hoed van zijn vriendin, wetenschapster Claire Foley, die (tien jaar voor de gebeurtenissen uit Verloren Toekomst) omkwam in een explosie tijdens het testen van een tijdmachine. Ergens nadat zijn wegen met Luke scheidden in (Verloren Toekomst), werd hij vader van twee kinderen: Alfendi en Katrielle.

#### Vrienden
- Luke Triton is de leerling van de professor en probeert net zo'n heer te zijn als zijn mentor, maar hij oordeelt soms te snel of laat er een brutale opmerking uit glippen. Hij is gek op puzzels, knuffelberen en de kleur blauw, kan praten met dieren en draagt altijd een blauwe platte en loshangende bretels. Hij schrijft een brief uit zijn vaders naam (Laytons oud-studiegenoot Clark Triton) om de hulp van de professor in te schakelen. Nadat zij samen het mysterie oplossen, neemt de professor Luke onder zijn hoede (Melodie van het Spook). Wanneer Luke's ouders overzees verhuizen, nemen de twee afscheid van elkaar (Verloren Toekomst). Na zijn studie in Amerika keert de inmiddels volwassen Luke samen met zijn vrouw Marina terug naar Engeland en wordt hij herenigd met Professor Layton.
- Flora Reinhold is de dochter van Augustus Reinhold en zijn vrouw Violet, die beiden niet meer in leven zijn. Ze woont in de toren in het eigenaardige dorpje St. Mystere totdat Layton en Luke haar meenemen naar Londen (Curious Village). Het leven van de professor en zijn leerling bevalt haar wel, dus sluit ze zich graag aan bij het tweetal (Doos van Pandora). Ze houdt van koken, maar is daar helaas niet bekwaam in.
- Emmeline "Emmy" Altava wordt door de rector van Gressenheller University toegewezen als assistente aan Professor Layton (Melodie van het Spook). Haar passie is fotografie en ze beschikt over indrukwekkende vechtkunstvaardigheden. Ze blijkt Leon Bronev's spionerende nicht te zijn die de professor verraadt, omdat ze geen andere keus ziet. Later neemt ze ontslag als assistente en belooft ze terug te keren zodra ze zichzelf weer in de spiegel kan aankijken (Erfenis van de Azran).

#### Vijanden
- Don Paolo is de zelfbenoemde aartsvijand van Layton. Hij is een briljante wetenschapper, uitvinder een meester der vermommingen die uit de gemeenschap van wetenschappers is gegooid na het uitvoeren van onethische experimenten. Zijn echte naam is Paul en hij studeerde tegelijkertijd met Layton aan de Gressenheller University. Hij was verliefd op Laytons toenmalige vriendin Claire Foley en dat zorgde ervoor dat de haat voor Layton groeide.
- Jean Descole is een gemaskerde wetenschapper en uitvinder die zoekt naar de geheimen van eeuwenoude beschavingen. Hij is net als Don Paolo een meester der vermommingen. Zijn ware identiteit blijft lang geheim, maar hij lijkt Layton te kennen van voeger. In Erfenis van de Azran worden zijn ware bedoelingen en identiteit onthuld: hij strijdt tegen Targent, een organisatie die de erfenis van de Azran in handen wil krijgen. Hij blijkt de broer van Layton, van wie hij als kind gescheiden raakte nadat ze beiden door een andere familie werden geadopteerd. Zijn geboortenaam is Hershel Bronev, hij gaf zijn voornaam aan zijn broertje zodat die geadopteerd zou worden door de Laytons. Het is zijn grootste doel om wraak te nemen op Targent, omdat die organisatie verantwoordelijk is voor de ontvoering van zijn ouders.
- Leon Bronev is de leider van de kwaadaardige archeologenorganisatie Targent. Hij wil het mysterie van de eeuwenoude Azran-beschaving oplossen, om zo een ongekende kracht toe te eigenen en te kunnen heersen over de wereld. Het blijkt dat hij de biologische vader is van Layton en Descole, die door twee verschillende families werden geadopteerd nadat hij en zijn vrouw Rachel werden ontvoerd door Targent - destijds een door oude beschavingen geobsedeerde sekte-achtige organisatie. Hij klom op naar de top en werd de leider van Targent. Nadat hij in de boeien is geslagen onthult hij dat Laytons geboortenaam Theodore Bronev is.

#### Overigen
- Chelmey is een inspecteur bij de politie van Scotland Yard en werkt samen met zijn trouwe assistent Barton. Hij is getrouwd met inspecteur Grosky's zus Amelie, met wie hij een wereld-/huwelijksreis maakt (Erfenis van de Azran). Wanneer de professor en zijn leerling de echte inspecteur voor het eerst ontmoeten (Doos van Pandora), denkt Luke dat het Don Paolo in vermomming is, zoals hij dat in het vorige mysterie was (Curious Village).
- Clamp Grosky is een inspecteur bij de politie van Scotland Yard. Hij is de zwager van inspecteur Chelmey en een vriend Emmy Altava, wie hij (zes jaar voor de gebeurtenissen uit Melodie van het Spook) arresteerde na een beschuldiging van diefstal - een misverstand dat Layton ophelderde. Hij is een bijna bovennatuurlijk atletische, energieke man die de voorkeur aan rennen geeft, waar hij ook heen moet.

### Alfendi Layton
Alfendi Layton is de protagonist van het Layton Brothers-spel. Hij is de zoon van Professor Layton.
- Lucy Baker is de assistent van Alfendi

### Katrielle Layton
Katrielle Layton is de protagonist van het Layton's Mystery-spel en -animeserie. Ze is een excentrieke jongedame, met humor en een levendige fantasie die ze volop inzet bij het oplossen van puzzels en misdaden. Ze vertrouwt grotendeels op haar, naar eigenzeggen wonderbaarlijke, instinct om mysteries op te lossen en bespot gekscherend onderzoekers die uitsluitend op concreet bewijs vertrouwen. Haar verklaringen zijn vaak fantasierijk en niet zo zeer gebaseerd op realistische scenario's, wat er toe leidt dat sommigen haar niet serieus nemen als detective. Ze is niet snel onder de indruk, zelfs niet van de bizarste mysteries, en is haar honger is onstilbaar: er is altijd ruimte voor een toetje. Hoewel ze gek is op kleding en mode, draagt ze meestal een rode jurk met een zwarte strik, een zwarte legging en blauwe schoenen. Tijdens veldonderzoek draagt ze een lichtbruine jas en een haarband met een hoge hoed erop. Ze is de (adoptie)dochter van Professor Layton, die (tien jaar voor de gebeurtenissen uit Miljonairscomplot en Kat's Mystery-Solving Files) spoorloos verdween en haar er toe aanzette om haar eigen detectivebureau te beginnen.

#### Vrienden
- Monty Peynful (Engels: Ernest Greeves, Japans: Noah Montol) is de assistent van Katrielle, op wie hij verliefd is. Hij studeert aan de Gressenheller University in Londen, waar hij vals beschuldigd wordt van het stelen van onderzoek van een wereldwijd gerenommeerde professor. Katrielle neemt het voor hem op en zij bewijst uiteindelijk zijn onschuld. Zijn echte naam is Ereis Reijckaerdt en hij beloofde zijn wijlen moeder om zijn grootvader te wreken. De Zeven Giganten (een groep miljonairs uit Londen) zouden hun rijkdom hebben vergaard door een mijn te stelen van de familie Reijckaerdt. Dit blijkt echter niet waar. Katrielle en de Giganten vergeven hem.
- Sherl. O.C. Kholmes is een hond met geheugenverlies die op zoek is naar zijn identiteit, maar hij lijkt niet veel meer te weten dan dat hij geen pratende hond was. Hij ontmoet Katrielle net nadat ze haar eigen detectivebureau heeft geopend en hij haar om hulp vraagt. Zij vernoemt hem naar Sherlock Holmes. Alleen Katrielle en Monty (lijken) hem te kunnen verstaan. Later blijkt ook Luke Triton met hem te kunnen communiceren.

#### Overigen
- Commissaris Hastings (Japans: Aspoirot) is een commissaris bij de politie van Scotland Yard, die met regelmaat de hulp van Katrielle inschakelt.
- Gina Opponente (Engels: Emiliana Perfetti, Japans: Geraldine Royer) is een misdaadanalist, gespecialiseerd in profileren, bij de politie van Scotland Yard. Ze baseert alles op keiharde feiten en heeft een hekel aan Katrielles intuïtieve aanpak.